# دینگ شیا
دینگ شیا (انگلیسی: Ding Xia؛ زادهٔ ۱۳ ژانویهٔ ۱۹۹۰) بازیکن والیبال اهل چین است.
از افتخارات وی میتوان به کسب مدال طلا به همراه تیم ملی والیبال زنان چین در بازی‌های المپیک تابستانی ۲۰۱۶ اشاره کرد.